# Pictus
Pictus là một chi rêu trong họ Amblystegiaceae.